# Les Forges (Stoumont)
Ne doit pas être confondu avec Les Forges (Sprimont).
Les Forges est un hameau belge de la Région wallonne situé en province de Liège dans la commune de Stoumont.
Avant la fusion des communes, ce hameau faisait partie de la commune de Chevron.

## Situation
Ce hameau ardennais se situe le long de la route nationale 645 Targnon - Lierneux, sur la rive gauche de la Lienne au pied d'un versant boisé au sommet duquel se trouve le village de Chevron. Par un pont sur la Lienne, on rejoint le hameau de Chauveheid se trouvant à quelques hectomètres sur la rive opposée.

## Description
Le hameau possède plusieurs maisons construites en schiste provenant d'une petite carrière située en aval à la sortie de la localité.  
Au milieu du hameau, se trouve une chapelle au toit pentu en ardoises moussues construite en moellons de grès et pourvue d'une petite cloche. La chapelle, devancée par une ancienne croix de pierre et des murets de schiste, se trouve à l'ombre d'un vieux chêne.
Selon les cartes de Ferraris et du dépôt de la guerre, le moulin construit au restaurant "La vieille Forges" à l'entrée du village n'était pas à cet endroit là. Un bief de la Lienne passait au pied du numéro 68 et le moulin attenait à cette maison là.Voir sur le site de Geoportail Wallon

## Toponymie
Les Forges : Du mot latin Făbrĭca,  « atelier d'artisan », à l'origine du mot « fabrique » .

## Activités
Le sentier de grande randonnée 571 traverse Les Forges. 
On y trouve un café restaurant.